# Karel Spilthoorn

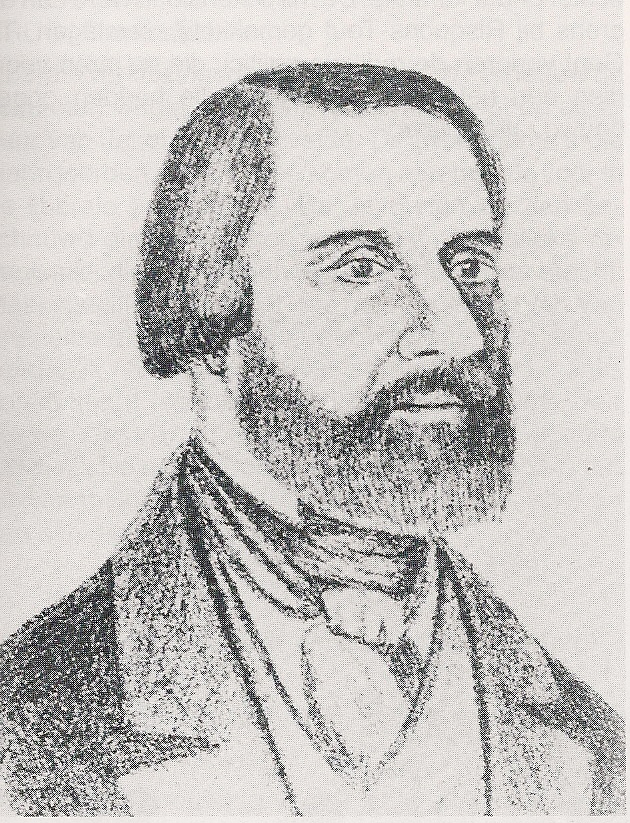

Karel Lodewijk Spilthoorn (Kruishoutem, 12 oktober 1804 – Brussel, 12 september 1872) was een Belgisch advocaat en politiek activist.

## Levensloop
Karel Lodewijk of Charles Louis Spilthoorn (of Spilthooren) behaalde zijn diploma van doctor in de rechten aan de universiteit van Gent in 1829. Zijn thesis had als titel De Poena mortis, waarin hij stelling nam voor de afschaffing van de doodstraf.
Hij vestigde zich als advocaat in Gent en liet er zich onmiddellijk kennen als een groot voorstander van de vernederlandsing van het gerecht. Hij kwam hierdoor in aanvaring met minister Cornelis Felix van Maanen. Toen de revolutie begon, schaarde hij zich in het kamp van de Belgische patriotten, meer bepaald van de democraten die men zo wel bij de links-liberalen als bij de katholieken vond. 
Op 8 oktober 1830 werd hij, samen met François-Bernard Callier (Deinze) en Louis Coppens door het Voorlopig Bewind benoemd tot lid van een triumviraat dat de stad Gent en de provincie Oost-Vlaanderen voorlopig moest besturen. Weldra werd een gouverneur benoemd in de persoon van baron Werner de Lamberts-Cortenbach en Spilthoorn achtte zijn zending volbracht. Kort daarop werd hij door de compagnie artillerie van de Gentse Burgerwacht tot haar commandant verkozen. Na enkele maanden kwam er in Gent een verkozen stadsbestuur met een orangistische meerderheid, dat echter na korte tijd werd geschorst toen in de stad een poging van orangistische coup werd ondernomen, door E. Grégoire en C. De Bast, maar die mislukte. Er werd opnieuw op Spilthoorn beroep gedaan en hij werd lid van de Veiligheidscommissie die het bestuur in handen nam en die hoofdzakelijk uit republikeinsgezinde patriotten bestond. 
In februari 1831 was Spilthoorn lid van de Association pour l'Indépendance die voor een republiek ijverde maar weinig succes kende en verdween. Hij werd vervolgens lid van de Association nationale belge die zich verzette tegen de aanvaarding van het Verdrag der XVIII artikelen en opriep om die met de wapens te bevechten. Er werd opgeroepen om naar Brussel te trekken, de regent Surlet de Chokier te arresteren, het Nationaal Congres te ontbinden, de aanvaarding van het verdrag te herroepen en aan Nederland de oorlog te verklaren. Een paar weken voor de troonsbestijging van Leopold I, op 12 juli 1831 werd Spilthoorn, samen met advocaat de Souter, uit de Gentse Veiligheidscommissie gebannen. Tegen hem werd een aanhoudingsmandaat afgeleverd, maar hij kon al zwemmende aan arrestatie ontsnappen. Op 30 augustus 1831 werd hij door de Kamer van Inbeschuldigingstelling in Brussel naar het Assisenhof verwezen, dat hem echter op 31 oktober daaropvolgend vrijsprak. 
Hij had regelmatige contacten met andere republikeinen. Vanaf 1842 werkte hij samen met Jacob Kats bij het tot stand komen van verenigingen met democratische inslag in verschillende Vlaamse steden. Hij stichtte ook een krant, Artevelde, om hiermee de republikeinse gedachte te propageren.  
In 1846 werd in de liberale middens de oprichting van de Liberale partij voorbereid. In Gent gebeurde dit onder meer in de Société Huet die een aantal republikeinse intellectuelen groepeerde rond de Gentse hoogleraar François Huet. Spilthoorn had minstens sympathie voor deze groep, wellicht behoorde hij er toe.

## De revolutie van  februari 1848
De Franse revolutie, waarbij de monarchie werd opgedoekt en vervangen door de Tweede Republiek, had ook gevolgen in België. Er werd namelijk vanuit Frankrijk een poging tot invasie ondernomen, de zogenaamde Affaire van Risquons-Tout. In Brussel was in november 1847 een Association Démocratique gesticht die broederschap onder alle volkeren predikte en een centrum was van revolutionaire agitatie. Voorzitter was de radicaal-liberale advocaat Lucien Jottrand en ondervoorzitter was Karl Marx. Spilthoorn stelde het reglement van de vereniging op. In januari 1848 werd een afdeling gesticht in Gent, met als voorzitter Karel Spilthoorn. De onrust op straat nam toe. Spilthoorn werd, als vertegenwoordiger van de Association Démocratique naar Parijs afgevaardigd om er aan de Voorlopige regering de warmste gelukwensen over te brengen.
Op 29 maart stak een samengebracht 'Belgisch legioen', bestaande uit tweeduizend gewapende werklieden, de Franse grens over in Risquons-Tout, maar werd door het Belgisch leger verslagen. De geruchten gonsden over wie de aanstokers van dit oproer waren. De overheid had het verdacht gevonden dat Spilthoorn tijdens die periode naar Parijs was afgereisd. Toen hij terugkeerde, werd hij op 20 maart in Kortrijk opgepakt, onder de verdenking dat hij de leden van het 'Belgisch Legioen' had gerekruteerd en mee de inval via Risquons-Tout had georganiseerd. Hij diende eerder als zondebok want het is weinig waarschijnlijk dat hij iets te maken had met een expeditie waar hij tegenstander van was. Van de gevangenis van Kortrijk werd hij overgebracht naar die van Oudenaarde en vervolgens naar die van Leuven, waar hij in totale afzondering werd gehouden.
Hij werd officieel beschuldigd van een poging tot omverwerpen van het Belgische staatsbestel. Vijftig van zijn Gentse confraters, van uiteenlopende politieke overtuiging, schreven een brief naar de Brusselse advocaat Leopold Sancke met de vraag of hij in hun naam de verdediging van Spilthoorn wilde opnemen. Samen met onder meer negen Gentenaars verscheen hij voor het Assisenhof in Antwerpen waar hij, samen met zestien anderen, op 30 augustus 1848 werd terdood veroordeeld. De voorziening in Cassatie werd op 8 november afgewezen. Hij weigerde een genadeverzoek in te dienen, maar de Gentse balie deed het in zijn plaats en behaalde succes, aangezien de veroordeling bij koninklijk besluit van 21 november werd omgezet in 20 jaar opsluiting.  
Spilthoorn werd opgesloten in de citadel van Hoei, waar hij zijn tijd doorbracht met het lezen van Latijnse auteurs en het zich interesseren voor recht, politieke economie, filosofie en literatuur. In januari 1855 kwam hij vrij, als laatste van de veroordeelden in de zaak Risquons-Tout, op voorwaarde dat hij zou emigreren naar de Verenigde Staten.

## Naar de USA en terug
Op 12 mei 1855 scheepte Spilthoorn in en, in New York aangekomen, schreef hij zich in bij de balie van deze stad en bouwde een advocatenpraktijk uit. Hij werd advocaat bij het Hooggerechtshof van New York en bij de Supreme Court of the United States in Washington D.C.. Hij pleitte ook in Canada.
In 1868 was zijn veroordeling verjaard en keerde hij naar Europa terug, met de bedoeling zich als advocaat in Parijs te vestigen. De Frans-Duitse oorlog van 1870 lijkt hierbij spelbreker te zijn geweest, met als gevolg dat hij naar Brussel terugkeerde, waar hij op 14 december 1870 bij de balie werd ingeschreven. Tijdens een lezing die hij voor zijn confraters hield over de balie en de magistratuur in de Verenigde Staten, bleek dat hij nog steeds de republikeinse overtuigingen van zijn jonge jaren had bewaard.
Toen hij overleed werd Spilthoorn, door de goede zorgen van La Libre Pensée op het kerkhof van Sint-Joost-ten-Node begraven. Hij was toen zodanig vergeten dat zelfs linkse publicaties zoals L'Internationale en La Liberté, hierover niets berichtten.